# شوتو آبي
شوتو آبي (باليابانية: 安部 柊斗) (مواليد 5 ديسمبر 1997) هو لاعب كرة قدم ياباني.

## وصلات خارجية
- شوتو آبي على موقع رابطة كرة القدم اليابانية للمحترفين (اليابانية)
- شوتو آبي على موقع إي إس بي إن إف سي (الإنجليزية)
- شوتو آبي على موقع قاعدة بيانات كرة القدم.إي يو (الإنجليزية)
- شوتو آبي على موقع Soccerbase.com (لاعب) (الإنجليزية)
- شوتو آبي على موقع Soccerway.com (الإنجليزية)
- شوتو آبي على موقع عالم كرة القدم.نت (الإنجليزية)